# فيلا فاليا
فيلا فاليا (بالبرتغالية: Vila Velha‏) هي بلدية ومدينة تقع في البرازيل في إسبيريتو سانتو (البرازيل). يقدر عدد سكانها بـ 427,579 نسمة ومساحتها 208 كم2 .

## المدن التوأمة
مدينة تشينغداو هي مدينة توأمة لـفيلا فاليا.

## أعلام
- سافيو
- باولو أندريه دي أوليفيرا
- بيدرو روشا نيفيز
- إريك سيلفا
- سيدكلاي